# Theisbruch
Theisbruch ist eine Hofschaft in der bergischen Großstadt Wuppertal. 

## Lage und Beschreibung
Die Hofschaft liegt im Nordwesten der Stadt auf 196 m ü. NHN in der Mitte des Wohnquartiers Eckbusch des Stadtbezirks Uellendahl-Katernberg im Tal des Brucher Bachs. 
Benachbarte Wohnplätze und Ortschaften sind neben Eckbusch, Am Hagen, Melandersbruch, Hixter, Eschenkamp, Kotthaus, Hugenbruch, Naurathssiepen, Oberste Leimberg und der Reithof Katernberg. Das ebenfalls benachbarte Ringelbusch ist abgegangen.

## Geschichte
Der Hof gehörte 1438 zu den Gütern der Abtei Werden unter dem Oberhof Kalkofen. Zu der Zeit ist die Zugehörigkeit des Hofs, der je nach Besitzer Pöstgens- oder Theiß-Bruch genannt wurde, zur Honschaft und  Kirchspiel Sonnborn im bergischen Amt Solingen beurkundet.
Eine weitere Erwähnung als in dem posches broke fand 1576 statt. Zu dem zugehörigen Gütern zählten in der frühen Neuzeit Eschenkamp und Hixter.
Auf der Topographia Ducatus Montani des Erich Philipp Ploennies aus dem Jahre 1715 ist der Hof als Bruck eingezeichnet. Der Ort ist auf der Topographischen Aufnahme der Rheinlande von 1824 als Teisbruch und auf der Preußischen Uraufnahme von 1843 als Theisbruch eingezeichnet. 
1830 besaß das Hofgut eine Fläche von umgerechnet 42 Ha und 49,17 Ar. Zu dieser Zeit lebten 16 Einwohner in Theisbruch. Die Hofschaft lag in der 1867 von der Bürgermeisterei Haan abgespalteten Bürgermeisterei Sonnborn, die 1888 unter Gebietsabtretungen an die Stadt Elberfeld in Vohwinkel umbenannt wurde.
1888 lebten in Theisbruch 25 Einwohner in sechs Wohnhäusern. Mit der Kommunalreform von 1929 wurde die Stadt Vohwinkel mit Theisbruch in die neu gegründete Stadt Wuppertal eingemeindet.